# Timothy Akis
Timothy Akis (Tsembaga (Madang), ~1944 - 1984) fue un artista papú.Su arte consistía en dibujos con tinta y bolígrafo y batiks inspirados en la vida salvaje de su país.
Fue el segundo artista nacional en exponer en la Universidad de Papúa Nueva Guinea en 1969. Más tarde exhibió su obra en Estados Unidos, Reino Unido, Suiza, Filipinas y Australia. Tras su muerte, su obra se ha seguido exhibiendo, por ejemplo en la Universidad Radboud de Nimega.

## Biografía
De joven trabajó como intérprete para la antropóloga Georgeda Buchbinder y  haciendo de paso dibujos de animales y plantas. Buchbinder, impresionada por su creatividad, lo puso en contacto con la artista Australiana Georgina Beier. Beier lo invitó a trabajar en su estudio y lo alentó a dibujar de memoria. Aquí Akis desarrolló su estilo haciendo movimientos espontáneos sobre el papel a mano y produjo un repertorio animado de casuarios, lagartos u otros animales.